# تثبيط الانتحار
في الكيمياء الحيوية، تثبيط الانتحار ( suicide inhibition)، المعروف أيضًا باسم تعطيل الانتحار ( suicide inactivation) أو التثبيط القائم على الآلية ( mechanism-based inhibition)، هو شكل من أشكال تثبيط الإنزيم الغير عكوسة يحدث عندما يرتبط الإنزيم بنظير الركيزة ويشكل معقدًا غير عكوس معه من خلال رابطة تساهمية أثناء تفاعل التحفيز الطبيعي. يرتبط المثبط بالموقع النشط حيث يتم تعديله بواسطة الإنزيم لإنتاج مجموعة تفاعلية تتفاعل بشكل لا رجعة فيه لتكوين معقد مثبط-إنزيم مستقر. يستخدم هذا عادةً مجموعة اصطناعية أو إنزيم مرافق، مما يشكل مركبات كربونيل غير مشبعة ألفا وبيتا محبة للإلكترونات وإيمينات.

متماكبات ستيريو للسومان، وهو عامل أعصاب من سلسلة G ومثبط انتحاري للأستيل كولينستريز. لاحظ المركز الكيرالي غير الكربوني.

## أمثلة
تتضمن بعض الأمثلة السريرية لمثبطات الانتحار ما يلي:
ديسلفرام، الذي يثبط إنزيم أسيتالديهيد ديهيدروجينيز.
الأسبرين، الذي يثبط إنزيمي سيكلوأوكسجيناز 1 و2.
حمض الكلافولانيك، الذي يثبط بيتا لاكتاماز: يرتبط حمض الكلافولانيك تساهميًا ببقايا سيرين في الموقع النشط لبيتا لاكتاماز، مما يعيد هيكلة جزيء حمض الكلافولانيك، مما يخلق نوعًا أكثر تفاعلية يهاجم حمضًا أمينيًا آخر في الموقع النشط، مما يؤدي إلى تعطيله بشكل دائم، وبالتالي تعطيل إنزيم بيتا لاكتاماز.
البنسلين، الذي يثبط دي دي ترانسببتيديز من بناء جدران الخلايا البكتيرية.
سولباكتام، الذي يمنع سلالات البكتيريا المقاومة للبنسلين من استقلاب البنسلين.
AZT (زيدوفودين) وغيره من نظائر النوكليوسيد التي تنتهي بالسلسلة تستخدم لتثبيط النسخ العكسي لفيروس نقص المناعة البشرية-1 في علاج فيروس نقص المناعة البشرية/الإيدز.
الإيفلورنيثين، أحد الأدوية المستخدمة لعلاج مرض النوم، هو مثبط انتحاري لكاربوكسيلاز الأورنيثين.
العامل العصبي والمبيدات الحشرية ذات الصلة مثل الباراثيون هي مثبطات انتحارية فوسفورية عضوية لأستيل كولينستريز مع أوقات الشيخوخة تعتمد على قابلية المجموعات المتبقية الموجودة على الجزء العضوي الفوسفوري من الجزيء.
يعمل 5-فلورويوراسيل كمثبط انتحاري لثيميديلات سينثاز أثناء تخليق الثايمين من اليوريدين. هذا التفاعل ضروري لتكاثر الخلايا، وخاصة تلك التي تتكاثر بسرعة (مثل أورام السرطان سريعة النمو). من خلال تثبيط هذه الخطوة، تموت الخلايا من موت بدون ثايمين لأنها لا تحتوي على ثايمين لإنشاء المزيد من الحمض النووي. يُستخدم هذا الدواء غالبًا مع الميثوتركسيت، وهو مثبط قوي لإنزيم اختزال ثنائي هيدروفولات.
O6-بنزيل جوانين، وهو دواء يستنفد إنزيم O6-ألكيل جوانين-دي إن إيه ألكيل ترانسفيراز بسبب تشابهه مع الآفة المستهدفة لبروتين إصلاح الحمض النووي.
إكسيميستان، وهو دواء يستخدم في علاج سرطان الثدي، هو مثبط لإنزيم الأروماتاز.
سيليجيلين، على الرغم من أن المركب في المرجع المرفق يسمى "مثبط للانتحار" (وليس مثبطًا).
فيجاباترين، وهو مضاد للاختلاج، هو مثبط انتحاري لـ GABA-T.